# Anna Franz
Anna Franz (* 23. Oktober 1953 in Bezau) ist eine österreichische Politikerin (ÖVP). Sie war von 2002 bis 2013 Vorarlberger Abgeordnete zum Österreichischen Nationalrat und ist ehemalige Bürgermeisterin und Vizebürgermeisterin ihrer Heimatgemeinde Bezau.

## Ausbildung
Im Jahr 1960 kam Anna Franz in Bezau in die Volksschule, anschließend besuchte sie die Hauptschule im selben Ort bis 1968. 1972 schloss sie ihre Schulzeit am Bundesoberstufenrealgymnasium in Egg mit der Matura ab. Anschließend besuchte sie die Pädagogische Akademie in Feldkirch, wo sie 1975 die Lehramtsprüfung für Hauptschulen in den Fächern Mathematik und Bildnerische Erziehung ablegte. Noch im selben Jahr begann sie an der Hauptschule Bezau zu unterrichten.

## Politische Karriere
Im Jahr 1986 wurde Franz zur Nachfolgerin ihrer Mutter als Obfrau der ÖVP-Frauenbewegung im Bregenzerwald gewählt. Zwei Jahre darauf gründete sie ein Eltern-Kind-Zentrum in Bezau, 1990 wurde sie als einzige Frau in die Gemeindevertretung Bezaus gewählt, der sie bis 2015 angehörte. Ab dem Jahr 1995 war sie zudem Mitglied des Vorstands der REGIO Bregenzerwald in den Bereichen Familie, Soziales und Frauen. Im Jahr 1998 wurde sie Obfrau des Gemeindeverbandes Sozialzentrum „Bezau-Mellau-Reuthe“. Von 1998 bis 2003 war Anna Franz Bürgermeisterin von Bezau und damit die erste Frau, die in Vorarlberg ein Bürgermeisteramt ausübte. In den zwei darauf folgenden Jahren war sie neben ihrer bundespolitischen Tätigkeit in ihrer Heimatgemeinde weiterhin Vizebürgermeisterin. Am 20. Dezember 2002 wurde Anna Franz als gewählte Vertreterin des Regionalwahlkreises Vorarlberg Nord im österreichischen Nationalrat als Abgeordnete zum Nationalrat angelobt.
In der Legislaturperiode bis 2013 war sie in der Folge im Nationalrat für die ÖVP Mitglied im Unterausschuss des Wissenschaftsausschusses, im Ausschuss für Forschung, Innovation und Technologie, im Ausschuss für Petitionen und Bürgerinitiativen, im Ausschuss für Wirtschaft und Industrie, im Justizausschuss, im Tourismusausschuss, im Unterrichtsausschuss sowie im Wissenschaftsausschuss. Mit Ablauf der XXIV. Legislaturperiode schied Anna Franz aus dem Nationalrat aus, da sie nicht mehr zur Nationalratswahl 2013 kandidierte. Ihr Nachfolger als mit Grundmandat gewählter Vertreter des Wahlkreises Vorarlberg Nord wurde ihr Parteikollege Norbert Sieber. Innerparteilich war Anna Franz als Bezirksobfrau der Österreichischen Frauenbewegung und sowohl in dieser als auch im ÖAAB als stellvertretende Landesobfrau tätig.
Nach dem Abschied aus der Bundespolitik blieb Anna Franz noch bis zur Gemeindevertretungswahl 2015 Mitglied der Bezauer Gemeindevertretung und Obfrau des Gemeindeverbands Sozialzentrum Bezau, ehe sie alle politischen Funktionen zurücklegte. Danach war sie noch ehrenamtlich in verschiedenen sozialen Vereinen sowie als Lernpatin für Asylbewerberkinder in Bezau tätig.

## Privatleben
Anna Franz ist verheiratet, Mutter von zwei Söhnen und einer Tochter und lebt in Bezau im Bregenzerwald.